# جاك روبرتسون
جاك روبرتسون (22 فبراير 1917 في المملكة المتحدة - 12 أكتوبر 1996 في المملكة المتحدة) (بالإنجليزية: Jack Robertson)‏ هو لاعب كريكت بريطاني (وحمل سابقاً جنسية المملكة المتحدة لبريطانيا العظمى وأيرلندا). شارك مع منتخب إنجلترا للكريكت.

## وصلات خارجية
- جاك روبرتسون على موقع إي آس بي آن كريك إنفو (الإنجليزية)